# Anomiopsoides biloba
Anomiopsoides biloba är en skalbaggsart som beskrevs av Hermann Burmeister 1861. Anomiopsoides biloba ingår i släktet Anomiopsoides och familjen bladhorningar. Inga underarter finns listade i Catalogue of Life.